# لیسا میچل
لیسا میتچال (انگلیسی: Lisa Mitchell؛ زادهٔ ۲۲ مارس ۱۹۹۰) موسیقی‌دان اهل استرالیا است. وی از سال ۲۰۰۶ میلادی تاکنون مشغول فعالیت بوده‌است.